# L'erede misterioso
L'erede misterioso (13 Dead End Drive in Nord America) è un gioco da tavolo che, come Cluedo, riproduce l'atmosfera tipica dei gialli. È edito da MB in Italia nel 1993.

## Visione d'insieme
Zia Agata, una ricca e riservata vedova, è appena trapassata. La sua fortuna è stata presa di mira da un gruppo di 12 persone, costituito dai suoi amici, dai membri della servitù e dalla sua amata gatta, Dida. Ma solo uno di loro potrà ereditarla e Zia Agata nominerà il suddetto erede appendendone il ritratto nel salone principale del suo maniero. Per assicurarsene, i nostri protagonisti devono "eliminare" i loro rivali con le trappole situate nella villa, prima che arrivi un detective ad indagare sulla situazione. Chi di loro sarà l'erede?

## Contenuto del gioco
- Tabellone tridimensionale con 5 trappole di plastica
- 1 cornice di plastica
- 13 pedine dei personaggi
- 13 supporti di plastica
- 54 carte
- 2 dadi
- 13 fermagli di plastica: 7 bianchi, 2 rossi, 2 neri e 2 verdi
- 1 elastico
- 3 fogli di cartone pretagliati
- 1 foglio di adesivi

## I personaggi
- Buonomo, il maggiordomo, da anni al servizio della zia. Progetta di farsi una crociera intorno al mondo e di portarsi dietro l'eredità.
- Chantal, parrucchiera personale della zia, nota per le sue tariffe che le devono il soprannome di "casco d'oro". Ed è proprio  un casco d'oro che lei spera di farsi con la fortuna della sua cliente.
- Concettina, l'astrologa, cartomante e pranoterapeuta personale della zia, di origine napoletana.
- Dida, l'amata gatta della zia, viziata e coccolata nel lusso più sfrenato.
- Gastone, l'attuale fidanzato della zia, in realtà noto truffatore di ricche vedove. Con l'eredità della sua ultima vittima spera di ritirarsi dalla sua disonesta carriera.
- Lia Roso, medico donna di colore, nota per le sue parcelle salate e le cure ben poco efficaci. Spera di aprirsi una clinica tutta sua.
- Lulù, la migliore amica della zia, nota pettegola e compagna da tè pomeridiano. Ha in mente di aprire una linea Hot Line 144 chiamata "Pronto chi sparla?"
- Mario, il cuoco di origini italiane. Ha in mente di organizzare uno show televisivo per le sue ricette intitolato "Ok, il pranzo è giusto!"
- Rastrello, da anni giardiniere al servizio della zia. Non vede l'ora di andare in pensione coltivando le ricchezze della sua ex padrona.
- Rosa Polve, la nuova cameriera. Soprannominata dai suoi ex padroni "Polverosa" per la trascuratezza delle pulizie, si è fatta assumere dalla zia con false referenze e ha rubato vari preziosi dal maniero. Vuole usare l'eredità per cambiare nome all'anagrafe con "Dana Rosa".
- Slam, il maestro di tennis. Ha deciso di organizzare un torneo a lui intitolato: "Il torneo di Slam il grande!"
- Tacsi, l'autista di origini asiatiche (probabilmente cinesi, come suggerisce il nome). Con l'eredità ha intenzione di aprirsi una scuderia di auto da corsa con sopra l'effigie della defunta (in onore di quest'ultima).
- Il Detective, è la pedina più grande del gioco. Se raggiunge la soglia della porta principale del maniero, la partita è chiusa.

## Le possibili trappole
- Le scale
- Il camino
- Il lampadario
- La libreria con scaletta a pioli
- Un'armatura medioevale

## Svolgimento del gioco
Prima di iniziare bisogna montare i fogli di cartone simulanti le pareti, e costruire e posizionare le trappole. Alla fine del gioco li si smonta quasi integri, pronti per altre partite.
Serve un certo numero di giocatori, che possono andare da 2 a 4.
Il mazzo di carte si divide in tre parti: 29 carte-maniero (sul retro con il profilo di quest'ultimo), 13 ritratti (con una figura umana stilizzata) e 12 carte-personaggio (con un punto interrogativo). Le carte-maniero sono di tre tipi: carte-trappola, carte jolly e carte-detective; le prime raffigurano una o due trappole, le seconde tutte le trappole che il giocatore può usufruire, le terze i movimenti che il Detective deve fare per raggiungere la casa. I ritratti, dopo essere stati mischiati, vanno posti dentro la cornice, con la carta di Zia Agata in primo piano. Le carte-personaggio vanno distribuite tra i giocatori e corrispondono alle pedine sul tavolo; i giocatori possono guardarle, ma non mostrarle agli altri. Se i giocatori sono 4, vanno distribuite a loro 3 carte, se invece sono 3 o 2 le carte devono essere 4.
Le pedine dei futuri ereditari vanno posti nel salone centrale, sulle caselle di partenza corrispondenti alle sedie rosse intorno al disegno del tavolo. Quella del Detective va posta fuori dal maniero, all'inizio della stradina che porta all'ingresso.
Inizia il gioco. Si toglie per prima cosa il ritratto della Zia Agata, svelando quello di colui che più probabilmente potrà diventare suo erede. Il giocatore con la pedina corrispondente al ritratto deve uscire dalla villa per aggiudicarsi la vasta fortuna. Durante la partita si avvicenderanno vari ritratti e il giocatore deve strategicamente lasciare quello delle proprie pedine o eliminare quelli corrispondenti alle pedine avversarie. Per stabilire chi inizia la partita si tirano i due dadi. Vince chi ha ottenuto il punteggio più alto.
Un turno inizia quando un giocatore lancia i dadi e inizia a muovere due pedine. Ad ogni dado corrisponde un certo numero di caselle per ogni pedina (ad esempio, se si fa 4 e 6, una pedina si muove di 4 caselle, l'altra di 6). Qualsiasi pedina può essere mossa, anche quelle dei giocatori, quindi utile per mascherare le proprie pedine o eliminare quelle dell'avversario. A volte capitano dei numeri doppi e il giocatore ha 2 scelte, entrambe non obbligatorie: cambiare il ritratto dell'erede e infilarlo in fondo al mazzo, o muovere una sola pedina sfruttando il punteggio totale ottenuto con il lancio dei dadi. Il turno finisce dopo aver spostato le pedine.
Le pedine possono spostarsi per le caselle corrispondenti alle mattonelle del maniero con movimenti verticali e orizzontali, ma non diagonali. Non possono fermarsi, né sorpassare caselle occupate da altre pedine o dai mobili raffigurati sul tabellone di gioco, né attraversare i muri. Le uniche eccezioni sono i tappeti e le sedie rosse (quando si viene bloccati dalle pedine), il resto degli ostacoli vanno aggirati. Tutte le pedine non si sposteranno una seconda volta prima che tutte le altre non abbiano lasciato le loro caselle di partenza.
Vi sono 5 caselle-passaggio segreto nelle vicinanze delle trappole. Sul tabellone vengono disegnate come delle botole di legno. Il giocatore può usarle per mandare le pedine direttamente sulle caselle-trappola. Il movimento tra una botola e l'altra verrà conteggiato di 1.
Le caselle-trappola sono quelle contrassegnate da un teschio colorato e si trovano nelle vicinanze delle trappole. Quando una pedina si ferma su di essa, il giocatore di quella pedina deve pescare dal mazzo delle carte-maniero. Se una delle carte pescate corrisponde alla carta-trappola corrispondente alla casella-trappola dove è finita la pedina o ad una carta jolly, allora si può attivare la trappola. Il giocatore può anche decidere di non attivarla e si conserverà la carta per giocarla successivamente. Le trappolo azionate vengono risistemate, pronte a scattare per altre occasionali vittime.
Se invece il giocatore pesca una carta-detective, deve obbligatoriamente far muovere la pedina del Detective di 1. Se il Detective raggiunge la casa, la partita termina immediatamente.
Le pedine assassinate vengono eliminate dal gioco e quindi rimosse. Se nel corso della partita compare il ritratto di una delle vittime questo va rimosso.
I giocatori hanno la possibilità di bluffare l'avversario, muovendo tutte le pedine per sviare i sospetti dalle proprie o addirittura spostarsi le proprie pedine sulle caselle-trappola e assicurarsi così delle carte-trappola da usare in seguito.
Un giocatore vince la partita quando:
- Una delle sue pedine è riuscita a varcare il portone mentre il suo ritratto corrispondente è appeso;
- Uno dei suoi personaggi è l'unico sopravvissuto del gioco;
- Il Detective compare sulla soglia mentre alla parete è esposto il ritratto di una delle sue pedine;

In una partita a 2 giocatori vi sono alcune differenze. Alla distribuzione delle carte-personaggio (4 per giocatore), vanno distribuite altre 2 carte ciascuno, usate come riserva. Entrambi i giocatori non devono guardare assolutamente queste ultime 2 carte, nemmeno se uno di loro perde tutte le pedine. Quando arriverà tale momento, il gioco continuerà a proseguire fino al suo termine, qui in precedenza descritto. Si aggiudica la vittoria chi possiede la carta corrispondente alla pedina vincente; se ciò non succede per entrambi, i giocatori dovranno svelare le loro carte di riserva. Vincerà il giocatore che possiede la carta corrispondente alla pedina vincente.